# Isola di Moresby
L'isola di Moresby è un'isola appartenente all'arcipelago delle Haida Gwaii situato al largo della provincia canadese della Columbia Britannica.
Con i suoi 2.608 km² è la 176ª isola più grande del mondo, la 32ª del Canada.
Moresby è la seconda isola più grande dell'arcipelago. Situata a sud della sua grande compagna, l'isola di Graham, ne è separata da uno strettissimo canale.
All'interno dell'isola è presente il parco nazionale di Gwaii Haanas National Park Reserve and Haida Heritage Site. Fu così nominata in onore di Fairfax Moresby.
Il centro abitato più popolato è Sandspit.